# Flugplatz Walldürn

i7
i11
i13
Der Flugplatz Walldürn (ICAO-Code: EDEW) ist ein deutscher Flugplatz nahe der Stadt Walldürn in Baden-Württemberg.
Er ist als Verkehrslandeplatz klassifiziert und wird vom Flugsportclub Odenwald e. V. Walldürn/Bau- und Betriebs GmbH Flugplatz Walldürn betrieben.

## Daten
Der Verkehrslandeplatz liegt 1,4 nm östlich vom Walldürner Stadtzentrum in einer Höhe von 403 Metern. Die asphaltierte Landebahn mit der Ausrichtung 06/24 hat eine Länge von 820 m und eine Breite von 20 m, für Starts und Landungen sind 760 m (Starts in Richtung 06, Landungen in Richtung 24) bzw. 730 m (Starts in Richtung 24, Landungen in Richtung 06) verwendbar.
Seit Mitte November 2008 ist die neu errichtete Landebahnbefeuerung in Betrieb. Damit kann der Verkehrslandeplatz auch bei Nacht angeflogen werden.
Der Flugplatz ist für Luftfahrzeuge (inkl. Hubschrauber) bis 5,7 t MTOW, Segelflugzeuge und Luftsportgeräte zugelassen.
Funkrufzeichen ist Walldürn Radio auf der Frequenz 131,010 MHz.

## Anfahrt und Umfeld
Der Flugplatz hat direkten Anschluss an die Bundesstraßen 27 und 47. Somit kann er auch aus der Region unproblematisch mit dem Auto erreicht werden.
Der Flugplatz liegt auf der Grenze zwischen dem Bauland und dem Odenwald. Die Walldürner Wallfahrtsbasilika sowie die nahe gelegene Eberstadter Tropfsteinhöhle sind weit über die regionalen Grenzen hinaus bekannt und können vom Flugplatz in kurzer Zeit erreicht werden.

## Geschichte
Nachdem der Flugsportclub Odenwald e. V. nach seiner Gründung zunächst das Gelände der Bundeswehr für den Flugbetrieb nutzen konnte, wurde Anfang der 1960er-Jahre der neue Flugplatz an der Waldstettener Straße erschlossen.
Bereits 1963 konnte auf dem Gelände Segelflugbetrieb durchgeführt werden.
Im Jahr 1966 wurde die Erlaubnis für Motorflug und Flugzeugschlepp erteilt. Im Jahr 1969 konnte der Anschluss an das Wasser-, Strom- und Telefonnetz durchgeführt werden. Im Jahr 1970 wurde dann auf dem Flugplatz eine eigene Tankstelle errichtet.
Im Jahr 1986 begann der Bau der asphaltierten Start- und Landebahn, kurz darauf wurde auch ein Rollweg gebaut. Zeitgleich erhielt der Flugplatz den Status eines Verkehrslandeplatzes und ist seitdem an sechs Tagen der Woche für den Luftverkehr geöffnet.
Aktuell verfügt der Flugplatz über fünf geräumige Flugzeughallen, eine Werft, eine Tankstelle, eine Segelflugwerkstatt, eine Gaststätte, einen Schulungsraum und den Flugleitungsturm.